# Bolívar soy yo!
Bolívar soy yo! es una película colombiana de 2002 producida por CMO Producciones y Tomás Zapata Sierra. La historia fue escrita por Manuel Arias y Alberto Quiroga, con la dirección de Jorge Alí Triana.

## Argumento
Esta cinta está basada en el mito creado a través de la vida real del artista Pedro Montoya, quien después de actuar como Simón Bolívar en varias series empezó a ser tratado como el mítico Libertador venezolano. 
Así es como Robinson Díaz, quien interpreta al protagonista Santiago Miranda en una novela colombiana, termina encabezando en medio de su obsesión un desfile organizado para conmemorar la independencia y luego debe huir en su corcel perseguido por una ambulancia del hospital psiquiátrico. Su locura se debe a que los productores de la novela deciden cambiar la muerte natural del Libertador a una muerte trágica en un fusilamiento. 
Alejandra Bernardini (Manuela), convence a los productores que lo dejen ir, ya que él alega no estar loco, y que necesita ir a la cumbre de presidentes de los países de la antigua Gran Colombia, a la cual fue invitado por el presidente colombiano.
En la cumbre, celebrada en Santa Marta, Bolívar cambia el discurso que le dio el presidente, y comienza a atacar a los políticos, acusándolos de hacer dinero. Acto seguido, secuestra al presidente de Colombia, pidiendo un barco para movilizarse por el río Magdalena. Allí, en el Magdalena Medio, la barcaza es abordada por un comando guerrillero del Ejército Popular Revolucionario (E. P. R.), que se une a la "lucha de Bolívar", entregándole su espada, haciendo una parodia del robo real de esa espada, perpetrado por el desaparecido Movimiento 19 de abril.
El país está pendiente de los hechos, ya que los guerrilleros grabaron un video con Bolívar y unas declaraciones en las que él pretendía la reunificación de la Gran Colombia. El viaje culmina en el regreso a Bogotá, donde finalmente, en la Quinta de Bolívar los guerrilleros juzgan al presidente y lo condenan a muerte. Manuelita, quien estuvo con Bolívar desde el trayecto en el río, le avisa a Bolívar mientras escribe sus pensamientos (en realidad, reescribe el libreto de la novela, porque quiere dirigirla y producirla). Luego que Bolívar intentara convencer a los guerrilleros explota una bomba matando a Manuela, los guerrilleros, el presidente, y dejan a Bolívar agonizando quien al final dice "corte, corte".

## Respuesta Crítica
Rotten Tomatatos le dio a esta película una puntuación de audiencia del 63%. Una crítica escribió "Una sátira que sigue mejorando a medida que avanza. Triana encuentra todas las formas posibles para difuminar aún más la línea entre el actor y el revolucionario. El humor abunda, pero hay algo bastante significativo que quitar de esta película que fusiona varios temas, períodos de tiempo y dilemas en un viaje de 90 minutos." Otra crítica escribe "Una interesante premisa echada al traste gracias a una historia que no va a ninguna parte y un Robinson Díaz que cree que los tics son sinónimo de buena actuación." Screen Daily declaró, "En el lado positivo, Díaz demuestra ser un protagonista carismático y, a pesar de todas sus debilidades, la película nunca es menos que divertida y provocativa."

## Taquilla
Bolívar soy yo! recaudó $ 48.911 en los Estados Unidos. En los Estados Unidos, la película se estrenó el 28 de julio de 2002 y recaudó $ 18.416.

## Reparto
- Robinson Díaz... Santiago Miranda / Simón Bolívar
- Amparo Grisales... Alejandra Barberini / Manuela Sáenz
- Jairo Camargo... Presidente de Colombia
- Fanny Mikey †... Productora de televisión
- Gustavo Angarita... Psiquiatra
- María Eugenia Dávila †... Madre de Bolívar
- Carlos Barbosa... Ministro de Defensa
- Alejandra Borrero... Vicepresidenta de Colombia
- Santiago Bejarano... Director de la novela
- Ana Soler... Maquilladora
- Álvaro Rodríguez... Parmenio, comandante guerrillero del E. P. R.
- Vicky Rueda... Kelly (prostituta)
- Diego Vélez... Celador
- Victoria Valencia... Tania, guerrillera del E. P. R.
- Margarita Ortega... Presentadora de noticias

## Premios
| Año  | Festival                                        | Premio                 |
| ---- | ----------------------------------------------- | ---------------------- |
| 2002 | Festival de cine de Bogotá                      | Mención de honor       |
| 2002 | Festival Internacional de Cine de Mar del Plata | Mejor película         |
| 2002 | Festival de Cine de Toulouse                    | Premio del público     |
| 2002 | Festival de Cine de Trieste                     | Mejor puesta en escena |